# 마키아벨리주의

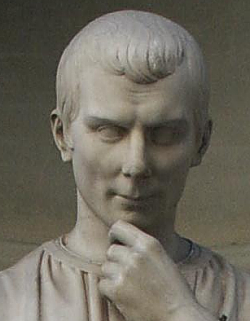
니콜로 마키아벨리 조상.

마키아벨리아니즘(machiavellianism), 마키아벨리즘(machiavellism)이라고도 부르는 마키아벨리주의(-主義)는 일반적으로 국가의 발전과 인민의 복리증진을 위해서는 어떠한 수단이나 방법도 허용된다는 국가 지상주의적인 정치 이념을 뜻한다. 옥스퍼드 영어사전에서는 "국가의 운영이나 일반적인 행위에서 속임수와 표리 부동한 방법을 동원하는 것"이라 설명하고 있다.
윤리의 규범으로부터 현실정치의 해방을 지향하는 사고방식으로, 이 사상은 근대적인 국가관이나 정치학의 출발점이 된다. 절대왕정시대에 군주나 정치가가 목적달성을 위해서 수단을 가리지 않고 권모술수를 다하는 것을 마키아벨리즘이라고 부르게 되어서 그와 같은 정치이념·체계·방법일반을 가리키게 되었다.
한편, 심리학의 하위 학문인 성격심리학. 사회심리학 등에서는 개인적인 욕구의 충족을 위해 남을 속이거나 조종하려는 욕구를 가리키는 용어로 사용되기도 한다.
마키아벨리즘이라는 용어는 르네상스 시대의 외교관이자 작가인 니콜로 마키아벨리가 쓴 군주론(이탈리아어: Il Principe)에서 서술된 군주의 정치 형태 묘사에서 유래하였다.

## 정치 이념
1532년 군주론이 출간되면서 많은 위정자들은 군주론을 읽어보았고 정치는 일체의 도덕 ·종교에서 독립된 존재이므로 일정한 정치목적을 위한 수단이 도덕 ·종교에 반(反)하더라도 목적달성이라는 결과에 따라서 수단의 반(反)도덕성 ·반(反)종교성은 정당화된다는 정치적 사고를 뜻하는 것이 일반적으로 곡해되어 목적은 수단을 정당화하기 때문에 목적의 달성을 위해서는 어떠한 방책도 허용된다는 뜻으로 이해되기 시작했고 결국 1559년 교황청은 군주에게 악덕을 가르치는 서적이라 규정하며 군주론을 금서로 지정했다. 하지만 금서로 지정했다해도 많은 위정자들은 남모르게 군주론을 숨겨 읽어보았고 이는 근현대의 독재자들의 독재 정치를 옹호하는데 이용되었다.
그러나 마키아벨리즘은 군주론 외에도 공화정하의 정치를 다룬 로마사 논고에서 다루고 있으며 로마사 논고는 군주에 의한 정치를 다루거나 군주 개인의 권력을 획득, 유지하는 것을 제시하는 군주론과 달리 민중에 의해 선출된 정치가가 행해야 하는 바를 가르치고 있다. 또한 군주론 맨 처음 저술되어있는 메디치가에 헌정한다는 내용이 담긴 군주론과 달리 로마사 논고는 후에 메디치 가를 다시 전복해 피랜체 공화정을 다시 일으켜 세우려는 이들과 교류하면서 후일 이들의 음모가 실패한 후에 저술된 것으로 두 저서의 목적은 상이하지만 공통적으로 조국인 피랜체를 굳건하게 만들어 수많은 도시국가들로 나뉜 이탈리아를 통일시키려는 마키아벨리의 염원을 다루고 있다. 특히 20세기의 대표적인 지식인이였던 버트런트 러셀은 자신의 견해에서 마키아벨리즘을 재해석했다.
그에 따르면 마키아벨리는 부도덕한 것이 아니라, 단지 권력을 획득하고 싶으면 '냉철'해져야 하는 것이고, 그것이 선이든 악이든 간에 그것은 또 다른 문제이다. 즉, 정치라는 것은 하나로 분리시켜 본 것일 뿐 부도덕한 시점에서 본 것은 아니라는 것이다. 또한 마키아벨리가 말하는 군주의 미덕은 권력과는 확연하게 구분되는 개념이다. 아주 뚜렷하고 명확하며 좋은 목적을 위해 사용될 경우 정당화될 수 있다는 것이다. 그러니까 어떤 일이든 용서되는 것이 아니라 다분히 효과적인 방법만이 정당하다는 것을 말한 다는 것이다. 더구나 군주론에선 완전히 미움받는 대상보다 이중 사랑받는 것보다 두려움의 대상이 되는 것이 낫다는 것 또한 오랜 공직 생활로 민중의 심리를 알고 있던 마키아벨리의 경험에 나온 것으로 그는 존경받는 동시에 두려움의 대상이 되기는 힘들고, 존경의 대상이 실수를 저지르면 큰 비난을 받고 지지도가 떨어지지만, 두려움의 대상이 가끔씩 선의를 베풀면 사람들이 좋아한다는 심리를 알고 있었다.
더구나 군주론의 내용중 사악한 방법으로 권좌의 오른 인물을 다룬 제 8장 비행으로 지배자가 된 군주편에서 마키아벨리와 동시대에 살았던 인물로 페르모의 통치자인 외숙부와 상류 인사들을 죽여 페르모의 지배자가 되어 체사레 보르지아의 용병대장으로 활약하다가 그와 대립하다 시네갈리아에서 다른 용병대장들과 함께 처형된 올리베로토 유푸레두치의 예를 들고 악덕과 포악, 압력만으로 대중을 통제할 수 없다고 역설했으며 제 20장인 요새의 효율성에 대해 다루는 편에서 민심을 저버리고 요새에 의존하는 군주들을 비판하고 아무리 난공불락의 요새가 있다해도 인민들이 미워한다면 요새는 군주 자신을 구원하지 못하다는 구절에서 보이는 듯이 군주론의 내용은 순전히 전체 군주나 독재자를 웅호하는 것이 아닌 국가의 기틀을 굳건히 유지하는 방법을 다루고 있다.
오늘날까지 마키아벨리즘은 16세기 이래 다양한 개념들을 내포하고 있으며 이 개념들은 대략 세 가지 유형으로 나눌 수 있다.
첫 번째 유형으로는 무엇보다 공익 특히 국가의 이익을 위해서는 수단의 도덕적 선악에 관계없이 다만 효율성과 유용성만을 고집하는 마키아벨리 자신의 정치사상을 뜻하는 것이다. 두 번째로는 공익을 도외시하면서 수단 방법을 가리지 않고 오직 어떤 개인이나 파당의 이익만을 추구하는 정치관행을 지칭하며 독재자나 포플리즘적 정책을 내세운 정치적 단체나 정치가 이러한 유형이며. 세 번째는 정치라는 범주를 떠나 자신의 삶속에서 자기 자신의 이익을 위해 거리낌 없이 남을 희생시키는 이기주의적인 처세 방식을 말한다.

## 심리학
1960년대 리처드 크리스티와 플로렌스 L. 게이스는 개개인이 가진 마키아벨리즘의 정도를 알아보는 테스트를 고안하였는데, 이것이 20개의 조항으로 구성된 현재의 MACH-IV 테스트로 발전되어 스스로 마키아벨리즘의 정도에 대해 자체적인 평가를 내릴 수 있는 표준으로 자리잡았다.

### 마키아벨리즘 성향 높음
마키아벨리즘 성향 높음(이하 높은 성향) 분류의 사람들은 다른 사람들과 소통하는 데 있어 보다 계산적이고 신중하게 접근하는 경향이 있다. 5가지 성격 특성 요소에서, 이 사람들은 친화성 수치가 낮고 성실성 수치가 높게 나오는 경향이 있다.
철학자들과 연구자들은 '높은 성향'의 사람들과 자아 도취증, 사이코패스 사이에서 일정한 관계를 찾으려는 시도를 계속해 왔다.
사이코패스와 반사회적 장애 사이엔 마키아벨리즘과 동등하게 취급될 수 있는 기질이 있는데, 예를 들어 반사회적 장애에서 나타나는 교묘함과 조작 등이 있다. 그러나 일반적으로 사이코패스는 옳고 그름에 대한 개념을 이해하는 데에 어려움을 느끼며, 자신의 행동이 불러올 결과를 고려하지 않는 경향이 있기 때문에 이 점에 있어서는 마키아벨리즘과 구분된다.
'높은 성향'의 사람들은 마키아벨리와 다소 같은 관점을 보이는데, 대부분의 사람들에게 선악을 구분하기는 힘들며,이로 인해 항상 도덕적인 자아로 남을 수는 없다고 생각한다. 또한, 자신이 견지하는 바에 정당성을 부여하기 위해 진실에 대하여 '당사자가 인식하지 못하는' 미묘한 왜곡을 가하는 것은 명백한 기만이나 착취와는 구별되어야 한다고 생각한다. 그러나 이 생각에서 사이코패스와 마키아벨리즘을 구별하는 것은 매우 어려운데, 행동 동기의 은폐를 중대하게 생각하는 태도에 있어서는 두 타입 모두가 비슷한 경향을 보이기 때문이다.
반사회적 장애와 반대되는 개념에서 순수한 '높은 성향'의 사람들은 행동으로 인해 나타날 결과를 매우 심각하게 고려하며, 자신에게 부정적인 영향이 돌아올 가능성을 배제하는 데 전념하는 경향을 보이는데, 만약 행동으로 인한 결과에 대하여 비난을 피할 수 없게 될 경우, 그 문제를 책임져야 할 의무감을 가지게 되기도 한다.

### 마키아벨리즘 성향 낮음
마키아벨리즘 성향 낮음(이하 낮은 성향) 분류의 사람들은 보다 타인과의 소통에 있어서 보다 개인적이며 감정이 이입된 접근을 하고자 한다. 이 사람들은 성선설을 믿으며, 이로 인해 타인을 믿는 경향이 강하고 보다 정직한 태도를 보인다.
극단적인 경우에, '낮은 성향'의 사람들은 수동적이며,순종적이고,타인의 의견에 순응하며 의존적이고 사회적으로 서투를 수 있다. '높은 성향'의 사람들과는 반대로, 그들은 모든 인간에게는 좋은 면과 나쁜 면이 있다고 믿는다.

## 참조
1. ↑  국립국어원, 표준국어대사전
2. ↑  옥스퍼드 영어사전
3. ↑  《글로벌 세계대백과사전》
4. ↑  곽금주, 습관의 심리학, 겔리온, 2007. 146쪽. ISBN 89-01-06367-0
5. ↑  니콜로 마키아벨리, 권혁 역, 군주론 - 바티칸의 금서, 돋을세김, 2009. 260쪽. ISBN 89-88-60163-7
6. ↑  “Machiavellian online test, with some information at the end”. 2001년 4월 29일에 원본 문서에서 보존된 문서. 2008년 8월 18일에 확인함.

## 같이 보기
- 마키아벨리적 지능
- 반사회적 자아 증후군
- 냉소주의
- 이기주의
- 나르시시즘
- 니콜로 마키아벨리
- 지그문트 프로이트